# Franko Andrijašević
Franko Andrijašević (Split, 22 de junio de 1991) es un futbolista croata que juega como centrocampista para el Zhejiang Professional F. C. de la Superliga de China.

## Biografía
Es hijo del exfutbolista Stjepan Andrijasevic.

## Trayectoria
Andrijašević realiza su debut como jugador profesional el  13 de mayo de 2010 en la liga de Croacia.

## Selección nacional
Ha sido internacional con la selección de Croacia en 3 ocasiones anotando 1 gol. También lo ha sido con las selecciones Sub-21, Sub-20, Sub-19, Sub-18 y Sub-17 en 44 ocasiones anotando 9 goles.

### Participaciones en la China Cup
| Copa           | Sede  | Resultado     |
| -------------- | ----- | ------------- |
| China Cup 2017 | China | Cuarto puesto |

## Palmarés

### Títulos nacionales
| Título          | Club                  | País    | Año  |
| --------------- | --------------------- | ------- | ---- |
| Copa de Croacia | H. N. K. Hajduk Split | Croacia | 2013 |
| Prva HNL        | H. N. K. Rijeka       | Croacia | 2017 |
| Copa de Croacia | H. N. K. Rijeka       | Croacia | 2017 |
| Copa de Croacia | H. N. K. Rijeka       | Croacia | 2020 |